# Xã Ten Mile, Quận Miami, Kansas
Xã Ten Mile (tiếng Anh: Ten Mile Township) là một xã thuộc quận Miami, tiểu bang Kansas, Hoa Kỳ. Năm 2010, dân số của xã này là 1.441 người.